# Arctosa pichoni
Arctosa pichoni är en spindelart som beskrevs av Schenkel 1963. Arctosa pichoni ingår i släktet Arctosa och familjen vargspindlar. Inga underarter finns listade i Catalogue of Life.